# Довбань, Александр Николаевич
Александр Николаевич Довбань (1956 — 24 апреля 1994, Рязань) — украинский русскоязычный поэт, редактор.

## Биография
Потомственный военный, окончил Рязанское высшее военное училище связи, служил на Дальнем Востоке, в Приморском крае, позже вместе с частью переехал в Коммунарск Луганской области. После расформирования части, вышел в отставку. С 1987 года жил в Алчевске.
Член луганского литературного объединения им. Сосюры, организовал в Алчевске выпуск газеты «Донецкий кряж», став её первым главным редактором.
Член Союза писателей СССР.
Один из инициаторов и организаторов нового украинского Межрегионального союза писателей, объединившего более 650 литераторов из 19 областей Украины. В 1993 году будучи в Москве встретился с С. Михалковым, Юрием Бондаревым, Расулом Гамзатовым, председателем Международного Сообщества Писательских Союзов (преемника Союза писателей СССР) Тимуром Пулатовым и договорился о помощи русскоязычным литераторам востока Украины, рассказав о мытарствах, связанных с изданием книг, о утеснениях со стороны украинских националистических властей.
В начале 1994 года А. Довбань принял решение переехать к семье в Рязань на постоянное место жительства.
24 апреля 1994 года Александр Довбань был убит в подъезде дома, где жил.

## Творчество
Журналистский опыт приобрёл, работая в дивизионной газете. Автор сборников поэзии
- «Ночь рождения»,
- «Чёрный квадрат»,
- «Не забудь, не предай, помоги» (посмертно).